# Axholme Charterhouse
Axholme Charterhouse oder Axholme Priory, auch Melwood Priory oder Low Melwood Priory, war eine Kartause in North Lincolnshire. Es war eine der zehn mittelalterlichen Niederlassungen des Kartäuserordens in England. Der vollständige Name war The House of the Visitation of the Blessed Virgin Mary.
Thomas Mowbray, Earl of Nottingham und späterer Duke of Norfolk gründete 1397/1398 die Kartause. Sie stand zwischen Owston Ferry und Epworth auf der Isle of Axholme. In einer Päpstlichen Bulle von 1398 wird sie als „vormals Priory of the Wood“ bezeichnet.
Der Prior Augustine Webster wurde 1535 im Tower of London inhaftiert, da er den Suprematseid ablehnte. Später wurde er hingerichtet und von der römisch-katholischen Kirche als Märtyrer heiliggesprochen.
Bei der Auflösung der Klöster wurde die Priory im Juni 1538 aufgelöst.
Danach wurden die Gebäude von John Candysshe in ein Haus umgewandelt. Daneben existieren noch weitere Bodendenkmäler. Es wurden aber keine größeren Ausgrabungen durchgeführt.

## Priore von Axholme
- John Moreby, gewählt 1398
- Henry, 1449 erwähnt
- Richard, 1469 und 1472 erwähnt
- Augustine Webster, 1535
- Michael Mekeness, 1535 bis 1538[1]